# Besole (Besuki)
Besole is een bestuurslaag in het regentschap Tulungagung van de provincie Oost-Java, Indonesië. Besole telt 9202 inwoners (volkstelling 2010).